# Милен Панайотов
Милен Стефанов Панайотов е български композитор и музикален журналист в Българското национално радио.

## Биография
Роден е на 9 юни 1967 г. във Варна. Завършва Държавната музикална академия „Панчо Владигеров“ с композиция в класа на проф. Димитър Тъпков. По-късно се усъвършенства в майсторските класове по композиция на Дьорд Куртаг, Хулио Естрада, Петер-Михаел Хамел, Алехандро Иглесиас-Роси, Паул-Хайнц Дитрих и Марк Копитман. Три от творбите му са представени на Международната трибуна на композитора на Международния съвет за музика при ЮНЕСКО: „No Keys“ за пиано (без да се свири по клавишите, 2003); „Da re diesis al mi bemolle“ за две пиана (1996) и „Musica per archi senza percussione e celesta“ (2007). В периода декември 2006 – февруари 2007 г. специализира хетерофонична техника при проф. Марк Копитман в Йерусалимската академия за музика и танц.
От 1995 г. Милен Панайотов работи в Програма „Христо Ботев“ на БНР, където води предавания предимно за джаз и импровизирана музика („Спонтанни инвенции“), но също така прави и обзорни предавания за класическа музика („Метроном“).
От 2000 се включва в организирането на международния фестивал за съвременна клавирна музика ppIANISSIMO.
От 2004 г. сътрудничи на руския джаз-портал Джаз.ru и неговото електронно издание „Полный Джаз“, в което отразява Международния джазов фестивал „Варненско лято“, Скопския джазов фестивал, а също и публикува интервюта с големи съвременни джазови музиканти като Боян Зулфикарпашич, Жулиен Луро, Дейв Холанд, Паоло Фрезу.
На 13-ия фестивал на модерното изкуство „Два дни и две нощи нова музика“, проведен на 20 – 22 април 2007 г. в Одеса, Украйна Милен Панайотов и художничката Марианжела Анастасова представят своя мултимедиен проект „Знаци и звуци“.
На 24 април 2007 г. хорът „Софийски солисти“ под диригентството на Пламен Джуров осъществява световната премиера на неговата „Musica per archi senza percussione e celesta“. Концертът е в зала „България“. През май същата година пиесата е записана за БНР от същите изпълнители. Следват изпълнения в чужбина. На 4 декември 2010 г. в залата на Азербайджанската филхармония в Баку в рамките на поредицата „Лице в лице с времето“ пиесата е изпълнена от Азербайджанския камерен оркестър, дирижиран от Володимир Рунчак. На 21 октомври 2011 г. следва руската премиера на творбата на откриването на фестивала за съвременна музика „Европа-Азия“ в Казан. Изпълнението е на Оркестъра при Центъра за съвременна музика „Губайдулина“ с диригент Бенямин Юсупов.
Пиесата „Da re diesis al mi bemolle“ („От ре диез до ми бемол“) е изпълнена на големия фестивал за съвременна музика „Киев-музик-фест“ от Оксана Рапита и Мирослав Драган (3 октомври 2007 г.), а на 28 март 2008 г. е нейната американска премиера в изпълнение на Анжела Тошева и Михаил Големинов на Американско-българския фестивал за нова музика в Университета на Северен Кентъки (NKU).
От 2015 г. Милен Панайотов е водещ на предаването за старинна музика „Контемпо“ по програма „Христо Ботев“ на БНР – всяка сряда от 19:30 ч.
Умира след кратко боледуване на 9 януари 2022 г.